# سایمن وینسر
سایمن وینسر (انگلیسی: Simon Wincer؛ زادهٔ ۱۹۴۳ میلادی) کارگردان فیلم، تهیه‌کننده فیلم و کارگردان تلویزیونی اهل استرالیا است.
از فیلم‌ها یا مجموعه‌های تلویزیونی که وی در آن‌ها نقش داشته است، می‌توان به در برابر باد و ویلی آزاد اشاره نمود.
وی همچنین برندهٔ جوایزی همچون جایزه امی ساعات پربیننده شده است.